# Emma sono io
Emma sono io es una película italiana del año 2002, dirigida por Francesco Falaschi y protagonizada por Cecilia Dazzi, Elda Alvigini, Marco Giallini, Pierfrancesco Favino, Nicola Siri, Luigi Diberti y Claudia Coli.

## Sinopsis
Emma, concejal de educación de un pequeño pueblo de la Toscana, padece de hipomanía, un trastorno del carácter que si no es tratado continuamente con calmantes deriva en un exceso de agresividad y puede originar crisis maniaco-depresivas. Durante los preparativos de la boda de su mejor amiga, Marta, un incidente trivial hace que no estén disponibles durante unos días las medicinas que Emma necesita. Entonces empieza a aflorar su verdadera personalidad, causando el desconcierto de sus amigos y parientes.